# دین گلاور
دین گلاور (انگلیسی: Dean Glover؛ زادهٔ ۲۹ دسامبر ۱۹۶۳) بازیکن فوتبال اهل بریتانیا است.
از باشگاه‌هایی که در آن بازی کرده‌است می‌توان به باشگاه فوتبال استون ویلا، باشگاه فوتبال شفیلد یونایتد، باشگاه فوتبال کیدرمینستر هاریرس، باشگاه فوتبال میدلزبرو، و باشگاه فوتبال پورت ویل اشاره کرد.